# Sárközi Ákos
Sárközi Ákos (Budapest, 1977. február 9. –) Michelin-csillagos magyar séf, a Borkonyha és a Textúra étterem séfje.

## Életpályája
Szülei kétéves korában elváltak, a négy gyermek közül nővérével irodai dolgozó édesanyjához került. Vendéglátóipari szakközépiskolát végzett, majd öt éven át dolgozott üzemi konyhán, aztán az Alabárdos Étteremhez került Bicsár Attila séf mellé és itt ismerkedett meg a fine dininggal. A Hagyomány és Evolúció elnevezésű verseny díjaként szakmai tapasztalatot szerezhetett a portugál Vila Joyában. 2010-ben csatlakozott Kalocsai Zoltán és Horváth Tamás kérésére hogy vezesse a Borkonyha étterem konyháját, és az étterem 2014-ben a legrangosabb gasztronómiai elismerésben, a Michelin-csillagban részesül. 2018 decemberében új étterem a Textúra vezetésével bízták meg, ahol tulajdonostárs is. Számos címlapot készített a Magyar Konyha magazin számára.
A főzésről alkotott filozófiája szerint a gasztronómia és a kortárs művészet sok mindenben megegyezik, maga is fest, tálalásában pedig ez a filozófia is visszaköszön. Több külföldi gasztronómiai fesztiválon is vendégszerepelt már, így főzött Londonban, Koppenhágában és a cseh Karlovsky Gastro fesztiválon is. 2017 óta résztvevője a Nespresso és a Dining Guide közös rendezvénysorozatának, a Nespresso Ateliernek, ahol szakértőként vesz részt.
Híres vendégei közé tartozik Tom Hanks, Owen Wilson és Till Lindemann is, 2016-ban és 2019-ben az Év séfje lett Magyarországon.

## Magánélete
Elvált, 2019-ben Tihanyban vette feleségül második feleségét, Szegedi Éva festőművészt. Első házasságából egy lánya született, Anna.
Szenvedélye a tetoválás, amiből testét több is borítja.

## Televíziós szereplései
2016-ban, 2017-ben, 2019-ben, 2020-ban és 2021-ben az RTL főzőshowjának, a A Konyhafőnöknek és A Konyhafőnök VIP-nek a zsűritagja. Továbbá 2019-ben az RTL Nyerő Páros című műsorának harmadik évadában feleségével a 4. helyen végzett. 2022-ben önmagát alakította a Keresztanyuban. 2025-től a Viasat 3-on a Troll a konyhában című főzőshow döntő bírója.

## Szakmai elismerései
- Az év séfje Magyarországon a Dining Guide szerint (2016, 2019)[16]
- 2019-ben a Textúra étterem, Michelin által ajánlott éttermek közé került.